# Hoplophthiracarus angustatus
Hoplophthiracarus angustatus är en kvalsterart som beskrevs av Wojciech Niedbała 1984. Hoplophthiracarus angustatus ingår i släktet Hoplophthiracarus och familjen Phthiracaridae. Inga underarter finns listade i Catalogue of Life.